# Im Wasserwinkel 2, 3 (Quedlinburg)

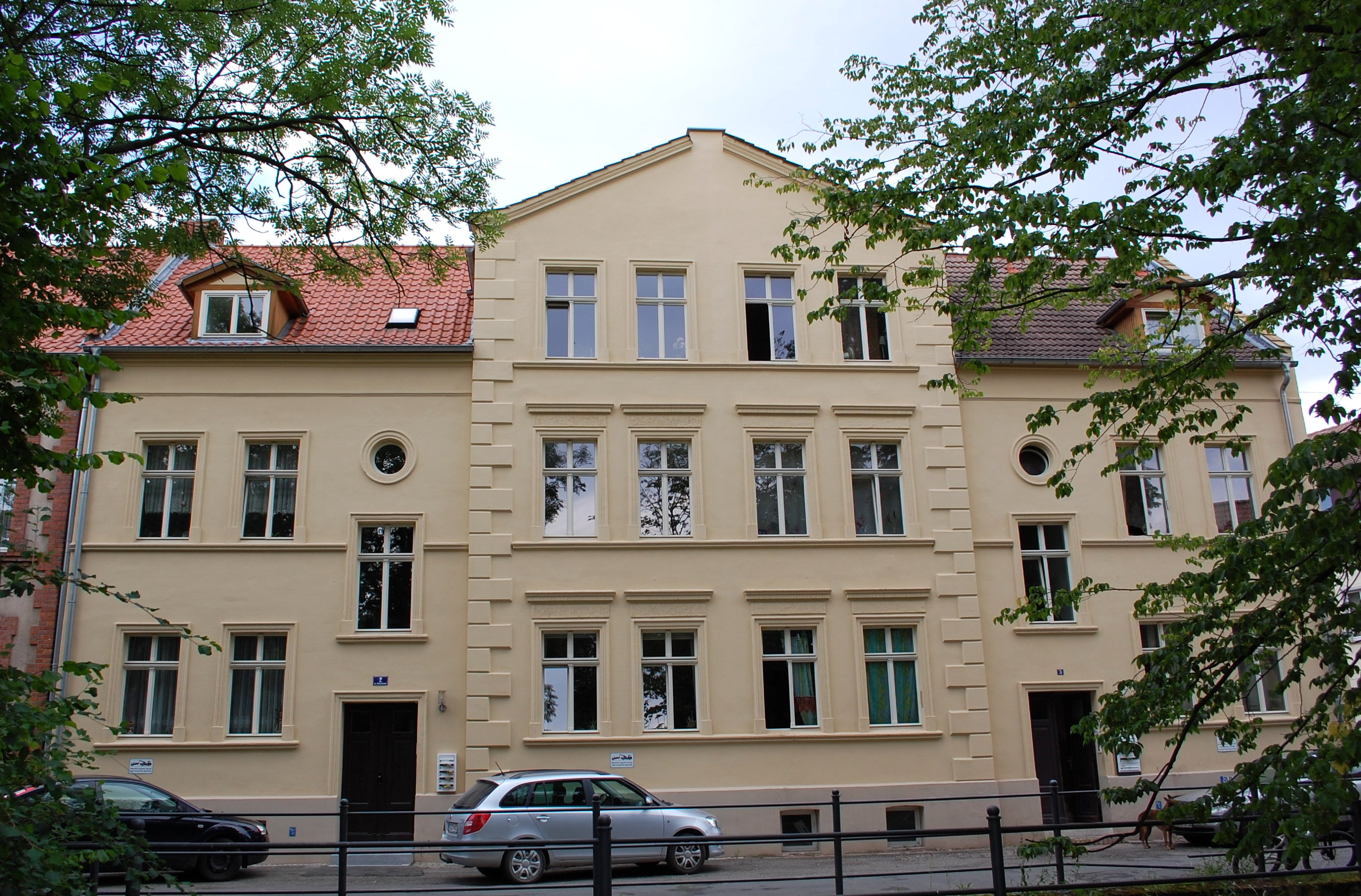
Im Wasserwinkel 2, 3

Das Haus Im Wasserwinkel 2, 3 ist ein denkmalgeschütztes Haus in Quedlinburg in Sachsen-Anhalt.

## Lage
Das im Quedlinburger Denkmalverzeichnis eingetragene Wohnhaus befindet sich östlich des Quedlinburger Schloßbergs im Stadtteil Westendorf. Östlich des Hauses fließt der Mühlgraben, an dessen linken Ufer das Gebäude steht.

## Architektur und Geschichte
Das zweigeschossige Wohnhaus entstand in den Jahren 1898/1899 im Stil des Spätklassizismus. Ursprünglich stand das Gebäude frei und vermittelte einen villenartigen Eindruck. Später wurde südlich eine neuere Bebauung angefügt. Die Fassade ist streng symmetrisch gestaltet.